# Hydrobates jabejabe
El paíño de Cabo Verde (Hydrobates jabejabe) es una especie de ave procelariforme de la familia Hydrobatidae encontrada en el océano Atlántico, principalmente en los alrededores de las islas de Cabo Verde. Es considerada una subespecie del paíño de Madeira (Oceanodroma castro) por algunas autoridades, pero es tratada como especie separada por otras.